# Kraftwerk Wiblingen
Das Donaukraftwerk Wiblingen ist ein Ausleitungskraftwerk an der Donau.
Das 1907 erbaute und 1969 erneuerte Kraftwerk liegt rund zwei Kilometer nördlich von Wiblingen in einem Kraftwerkskanal rechts der Donau. Vor dem Kraftwerk liegen etwa 1,2 Kilometer Kanalstrecke mit etwa 1,8 Kilometer Gesamtlänge. Kraftwerksbetreiber sind die Stadtwerke Ulm/Neu-Ulm. Die Fallhöhe zum Unterwasser des Kanals beträgt 3,3 Meter. Das Kraftwerk ist für eine Ausbauwassermenge von 58 Kubikmeter je Sekunde ausgelegt, die elektrische Gesamtleistung beträgt 1,25 MW.